# 戦慄怪奇ファイル コワすぎ!最終章
『戦慄怪奇ファイル コワすぎ!最終章』は、2015年に製作、同年4月11日に発売されたオリジナルビデオ作品。

## 概要
モキュメンタリー形式のホラー作品、『戦慄怪奇ファイル コワすぎ!』シリーズの第7弾で、前作までのストーリーに一区切りをつけている。
2015年4月11日に初上映され、渋谷アップリンクでの初日舞台挨拶には白石晃士、大迫茂生、久保山智夏が壇上に立った。初回上映来場者には「コワすぎ通信 特別編 異界からのメッセージ」DVDと缶バッジ、最終上映日の4月23・24日には「工藤・市川・田代から届いた異界からのメッセージ・カード」がプレゼントされた。
公開後、世界観をリセットし、『戦慄怪奇ファイル 超コワすぎ!』としてシリーズが続行することが発表された。
同年5月2日にはDVDとBlu-ray Discが発売。

## あらすじ
前作『劇場版』から一年半。ディレクターの工藤とアシスタントの市川は依然行方不明となっており、『コワすぎ!』製作陣で唯一残ったカメラマンの田代は、工藤と市川を探し、悪戦苦闘していた。
工藤らの消失後、東京上空には謎の巨大な人型の物体が出現する。一般的には単に「巨人」と呼ばれるが、それは間違いなく前作で確認した「鬼神兵」だった。世界中の様々な機関が調査した結果、巨人が浮かんでいる空間からは何の成分も検出されなかったため、政府は人間に悪影響は無いと判断、封鎖していた地区を開放し、事態を静観し続けていた。また、巨人の出現と同時期に、ゴミ袋やポリ袋でできた謎の等身大人形が現れる。田代は呪術的な関連で巨人との繋がりを疑っており、ライブ配信サイト「TSTREAM」を使い、これらの情報や工藤らの行方について情報を流すと同時に、視聴者からの情報を集めていた。
ある日、番組を配信していた田代は、窓の外から何者かの気配を感じる。確認したが何もおらず、安心して部屋に戻った田代を待っていたのは、ナイフを持った見知らぬ男だった。彼は「江野」と名乗り、田代の事を知っている素振りを見せ、「自分はお前の味方で、別の世界の田代に恩がある」と告げた後、『FILE-01【口裂け女捕獲作戦】』で行方不明になっていた矢野をその場に出現させる。「自分が出来るのはここまで」という江野は、「夜が明けるまでに人間界ではやってはならないとされる4つのミッションをクリアすれば、工藤と市川は戻ってくる」と指令する。なおも半信半疑ながら他に工藤らを取り戻す手段を知らない田代は、やむを得ず江野の出すミッションに取り掛かる。
四苦八苦し、何とかミッションをやりとげた田代だが、手違いで工藤と市川は身体と精神が入れ替わった状態で復活させてしまう。そのまま工藤たちは再度工藤の両親を説得するため過去にワープし、無事に成功するものの、今度は異界からの介入を受け、そのままでは今までの苦労が全て意味をなさず、世界は崩壊してしまうと告げられる。工藤は自らの身体を武器に、江野が砲弾となり、力を合わせて異界の門を破壊し、見事に撃退に成功。こうして他の誰にも知られることなく、世界に平穏をもたらしたのだった。

## キャスト
- 工藤仁：大迫茂生
- 市川実穂：久保山智夏
- 田代正嗣：白石晃士
- 江野祥平:宇野祥平

『オカルト』にも同名の人物が登場し、その中で登場する「白石」と本作の「田代」を同一視している。工藤と市川を呼び戻す方法を田代に伝える。
- ホームレス：村木仁

村木は『ノロイ』に登場した小林を演じているが、世界観は繋がっていないとのこと。
- 矢野明：舘野豪

『戦慄怪奇ファイル コワすぎ!FILE-01【口裂け女捕獲作戦】』に登場した依頼人。同作品で失踪していたが、江野がどこからか呼び戻した。
- 北村一史：村上ROCK

『戦慄怪奇ファイル コワすぎ!FILE-01【口裂け女捕獲作戦】』に登場した依頼人。後のスピンオフ作品で失踪している。
- 犬井里子：松本雅子

『戦慄怪奇ファイル コワすぎ!FILE-01【口裂け女捕獲作戦】』に登場した呪術師。故人。
- 倉田靖：小西平祐

『戦慄怪奇ファイル コワすぎ!FILE-02【震える幽霊】』に登場した依頼人。
- 真野夕子/上空の巨顔：はるうらら

『戦慄怪奇ファイル コワすぎ!FILE-02【震える幽霊】』に登場。「先生」により鬼神兵へと作りかえられていた。
- 先生：藤原章

『戦慄怪奇ファイル コワすぎ!FILE-02【震える幽霊】』『戦慄怪奇ファイル コワすぎ!史上最恐の劇場版』に登場。鬼神兵製作に関わっていた。
- 上村早苗：清瀬やえこ

『戦慄怪奇ファイル コワすぎ!FILE-02【震える幽霊】』に登場した依頼人。その後失踪していたが、謎の人形を製作する宗教団体のリーダーになっている。
- 佐藤有里：河村はるか

『戦慄怪奇ファイル コワすぎ!FILE-03【人喰い河童伝説】』に登場した依頼人。
- 鈴木武信：石川ゆうや

『戦慄怪奇ファイル コワすぎ!FILE-03【人喰い河童伝説】』に登場。異界で娘と出会う。
- 鈴木智恵：下江梨菜

『戦慄怪奇ファイル コワすぎ!FILE-03【人喰い河童伝説】』に登場。鈴木の娘。
- 真壁栞：栗原瞳

『戦慄怪奇ファイル コワすぎ!FILE-04【真相!トイレの花子さん】』に登場。故人。
- 松井江見：中村でんじろう

『戦慄怪奇ファイル コワすぎ!劇場版・序章【真説・四谷怪談 お岩の呪い】』に登場。既にお岩と一体化している。
- 宇龍院道玄：宇賀神明宏

『戦慄怪奇ファイル コワすぎ!劇場版・序章【真説・四谷怪談 お岩の呪い】』『戦慄怪奇ファイル コワすぎ!史上最恐の劇場版』に登場。首だけの姿となって異界に漂っている。
- 小明：小明

『戦慄怪奇ファイル コワすぎ!史上最恐の劇場版』に登場。首だけの姿となって異界に漂っている。
- 斉藤雅彦：金子二郎

『戦慄怪奇ファイル コワすぎ!史上最恐の劇場版』に登場。首だけの姿となって異界に漂っている。
- 兼子勝：金子鈴幸

『戦慄怪奇ファイル コワすぎ!史上最恐の劇場版』に登場。首だけの姿となって異界に漂っている。
- 大畑菜々：大畠奈菜子

『戦慄怪奇ファイル コワすぎ!史上最恐の劇場版』の序盤にて、ダムに飛び込んで行方不明になっていたが、今は上村早苗をリーダーとする宗教団体に加入している。
- 工藤仁の父：大蔵省
- 工藤仁の母：西山真來

『戦慄怪奇ファイル コワすぎ!史上最恐の劇場版』に登場。

## スタッフ
- 監督・脚本・撮影・VFX：白石晃士
- 製作総指揮：原啓二郎
- プロデューサー：三上真弘、田坂公章
- 助監督/制作：平波亘
- 録音：根本飛鳥
- 特殊造形：相蘇敬介、庄内寛志
- ヘアメイク：村木アケミ
- イラスト：相蘇敬介
- 編集/予告編：宮崎歩
- 監督助手/メイキング:谷口恒平
- ガンエフェクト:遊佐和寿
- 制作応援/メイキング:笹沼未冬、石川領一
- 制作デスク：立石倫子
- 制作協力：日本出版販売
- 制作プロダクション：ビデオプランニング
- 製作：ニューセレクト